# Пісочник блідий
Пісочник блідий (Charadrius pallidus) — вид сивкоподібних птахів родини сивкових (Charadriidae).

## Поширення
Вид має диз'юнктне поширення з двома окремими популяціями. Номінальний підвид трапляється на півдні Африки в Анголі, Ботсвані, Мозамбіку, Намібії, ПАР та Зімбабве, тоді як підвид venustus обмежений Рифтовою долиною Східної Африки в Кенії і Танзанії. Населяє піщані солоні лагуни, солончаки та лимани.

## Спосіб життя
Живуть поодинці або парами, поза періодом розмноження збираються в зграї до 50 птахів. Якщо їх потурбувати, вони тікають низько, і на білих солончаках їх важко виявити. Живиться комахами і дрібними ракоподібними, яких знаходить на землі.